# Llegenda de Dan-El
La Llegenda de Dan-El o Aqhat és una antiga epopeia semítica occidental que narra la manca de fruits de la terra durant els mesos d'estiu quan no hi havia pluja.
És un mite cananeu, del que només se'n coneixen els fragments de tres tauletes que es van trobar a Ugarit els anys 1930 i 1931, i que daten del segle xvi aC.
La llegenda relata la història d'un «governant just» anomenat Dan-El, que de jove hereta un arc que desitjava la deessa Anat. Aquest arc va a parar a mans del seu fill Aqhat, i la deessa intenta comprar-lo oferint-li la immortalitat. Aqhat s'hi nega i la deessa el mata. La seua mort injusta dugué fam. Dan-El, que no sap que el seu fill ha mort, segueix fent les seves actuacions judicials davant de la porta de la ciutat. Sa filla Paghat veu les aus carronyaires volant sobre la ciutat i es posa immensament trista.
Dan-El s'assabenta de la mort del seu fill i s'estripa els vestits. Segueixen set anys de sequera i Dan-El comença una sèrie de pregàries demanant aigua. Al veure els voltors, demana a Baal que els faci caure, per trobar les restes del seu fill. Finalment les troba al ventre de la mare dels voltors, i pot enterrar els ossos d'Aqhat. Paghat surt a venjar el seu germà mort, i finalment ho aconsegueix, però en aquesta part de la història és quan es talla el text, i queda incomplet.